# Staroje Paszkawa
Staroje Paszkawa (biał. Старое Пашкава; ros. Старое Пашково) – wieś na Białorusi, w obwodzie mohylewskim, w rejonie mohylewskim, w sielsowiecie Paszkawa. Od południa graniczy z Mohylewem.